# 瑟爾斯伯勒 (愛荷華州)
瑟爾斯伯勒（英語：Searsboro）是一個位於美國愛荷華州保厄希克縣的城市。

## 地理
瑟爾斯伯勒的座標為41°34′46″N 92°42′13″W / 41.57944°N 92.70361°W，而該地的平均海拔高度為257米（即843英尺）。

## 人口
根據2010年美國人口普查的數據，瑟爾斯伯勒的面積為1.17平方千米，當中陸地面積為1.17平方千米，而水域面積為0.00平方千米。當地共有人口148人，而人口密度為每平方千米126人。